# Ion M. Dobrescu
Ion M. Dobrescu (n. 30 martie 1882, Ciochina, județul Ialomița, Regatul României – d. 22 noiembrie 1967) a fost un profesor, cercetător și om de știință român, specialist în meteorologie și chimie agricolă. A avut o activitate vastă în domeniul științelor agricole, fiind un precursor al agrometeorologiei în România și contribuind semnificativ la dezvoltarea chimiei agricole și a învățământului agronomic superior.

## Biografie

### Copilărie și educație
Ion M. Dobrescu s-a născut la 30 martie 1882 în satul Ciochina, județul Ialomița. A absolvit liceul „Mihai Viteazul” din București, iar în 1902 s-a înscris la Facultatea de Fizico-Chimie a Universității din București. A absolvit cu rezultate excelente, beneficiind de o perioadă în care cadre de la universitate predau și la Școala de la Herăstrău. A fost preparator, asistent și șef de lucrări la catedra de Chimie a acestei școli între 1906 și 1909. Și-a continuat specializarea în chimie agricolă la Universitatea din Breslau, sub îndrumarea profesorului Th. Pfeifer, și la Universitatea din Göttingen, colaborând cu Dr. E. Blank. În 1915, a obținut titlul de „Doctor în chimia agricolă” la Universitatea din București, cu teza *Dinamica asimilării potasiului din minerale*.

### Carieră profesională
Între 1908 și 1913, Dobrescu a activat la catedra de Chimie Medicală a Facultății de Medicină din București, iar între 1912 și 1915 a fost profesor de fizică și chimie la liceul „Știrbei Vodă” din Călărași. Din 1915, a fost conferențiar la catedra de Meteorologie Agricolă și Chimie Tehnologică a Școlii Centrale de Agricultură de la Herăstrău. După Unirea din 1918, a fost chemat la Cluj, unde a devenit un reprezentant ilustru al învățământului agricol superior. A ocupat catedra de Chimie Generală, Chimie Agricolă și Tehnologică la Academia de Agricultură din Cluj, activând până la sfârșitul celui de-al Doilea Război Mondial.
A fost un profesor dedicat, autor a șase cursuri universitare esențiale pentru studenții agronomi, unele utilizate timp de 20 de ani. În 1919, a publicat patru cursuri: *Fizică și Meteorologie*, *Chimie Generală*, *Chimie Agricolă* și *Tehnologie Agricolă*, contribuind la ridicarea calității învățământului agronomic din Ardeal la nivelul celui din Vechiul Regat. A fost membru al unor organizații internaționale prestigioase, precum Societatea Internațională pentru Știința Solului (Roma) și Academia de Științe a României (1943), și a reprezentat România la numeroase conferințe internaționale.
Dobrescu a fost decorat cu titlul de „Cavaler al ordinului Crucea României” (1922), „Ofițer al aceluiași ordin” (1932) și „Cavaler al ordinului Meritul Agricol” (1939). A ocupat funcții importante, precum prorector al Academiei de Agricultură din Cluj (1932–1936) și inspector general al Stațiunii Agronomice Centrale București (1929–1932).

## Activitate științifică

### Domenii de cercetare
- Meteorologie agricolă și agrometeorologie
- Chimia solului și nutriția plantelor
- Tehnologie agricolă și industrializarea produselor agricole

### Contribuții originale
- A publicat *Meteorologia agricolă* (1926), prima lucrare de acest fel din România, consacrându-l drept precursor al agrometeorologiei.
- A dezvoltat o metodă analitică nouă, „Determinarea necesității îngrășămintelor potasice prin metoda extractului apos din solul dospit” (1938), considerată mai precisă decât metodele existente.
- A analizat 27 de profile de sol în *Contribuție la studiul solurilor românești* (1929), evidențiind lipsa fosforului mobil din solurile românești din cauza conținutului ridicat de sesquioxizi.
- A studiat dinamica asimilării potasiului din minerale, contribuind la înțelegerea solubilității substanțelor nutritive în sol.

### Publicații și inițiative
Ion M. Dobrescu a publicat numeroase lucrări în reviste de specialitate precum „Buletinul oficial agricol – Cluj”, „Viața Agricolă” și „Buletinul Agriculturii”. A susținut conferințe radiofonice pentru diseminarea cunoștințelor agricole și a contribuit la progresul agrochimiei prin lucrări precum *Importanța și progresele agrochimiei* (1926). Cursurile sale universitare, precum *Chimie Agricolă* și *Tehnologie Agricolă*, au fost fundamentale pentru generațiile de agronomi.

## Lucrări
- Dinamica asimilării potasei din minerale (Teză de doctorat), București, Tip. „Imprimeriile Statului”, 1915
- Tehnica aprecierii solului după metoda Neuebauer și culturi comparative, 1916
- Influența climei asupra șoarecilor, „Viața Agricolă”, București, 1920
- Bazele prevederii timpului, „Viața Agricolă”, București, 1920
- Dare de seamă asupra activității Stațiunii Chimice agronomice Cluj, „Viața Agricolă”, București, 1922
- Îngrășarea porumbului, București, Tip. „Cartea Românească”, 1925
- Meteorologia agricolă, București, Ed. „Cartea Românească”, 1925
- Importanța și progresele agrochimiei, „Viața Agricolă”, București, 1926
- Zonele climatice ale grâului de toamnă în România, „Buletinul Agriculturii”, București, 1927
- Îmbibarea și circulația apei în nisipuri, „Buletinul Agriculturii”, București, 1928
- Analiza nutrețurilor și alcătuirea rațiilor alimentare, „Buletinul Agriculturii”, București, 1928
- Analiza nutrețurilor și alcătuirea rațiilor alimentare, București, Tip. „Bucovina”, 1928
- Îmbibarea și circulația apei în nisipuri, București, Tip. „Bucovina”, 1929
- Contribution à l’étude des sols roumains, București, Tip. „Copuzeanu”, 1932
- Cooperația și industrializarea produselor agricole, Lucrările A.I.S.A., Cluj, 1937
- Titluri și lucrări (fizică-chimie), Cluj, „Tipografia Națională”, 1939
- Determinarea necesității îngrășămintelor potasice prin metoda extractelor apoase din solul dospit, Cluj, Tip. „Națională”, 1939
- La contribution de la pédologie aux progrès de l’agriculture roumaine, „Monitorul Oficial”, București, 1941

## In memoriam
Ion M. Dobrescu este recunoscut ca unul dintre pionierii meteorologiei și chimiei agricole din România. A lăsat în urmă o moștenire științifică valoroasă și discipoli care i-au continuat munca. A murit pe 22 noiembrie 1967, fiind amintit ca un dascăl apropiat de studenți și un cercetător dedicat progresului agriculturii.